# 云南栘𣐿
云南栘𣐿（学名：Docynia delavayi）为蔷薇科栘𣐿属下的一个种。